# Skylife
Skylife est un magazine inflight mensuel édité par la compagnie aérienne turque Turkish Airlines pour être distribué gratuitement à bord de ses avions de ligne pendant leurs vols passagers.